# Производить или покупать
«Производить или покупать» («сделать или купить», задача MOB; англ. Make-or-Buy, MOB) — задача, заключающаяся в обоснованном решении вопроса о самостоятельном производстве нужных предприятию комплектующих, деталей и т. п. или закупке их у другого производителя. В широком смысле данная задача — это решение вопроса об использовании собственных ресурсов или ресурсов общего пользования (транспортных средств, собственных складов, трудовых ресурсов и т. п.), а также задача выбора между аутсорсингом и инсорсингом.

## Определение
По мнению ряда экономистов решение «производить или покупать» — это акт выбора между производством продукта у себя или покупкой его у внешнего поставщика, а также решение выбора аутсорсинга, где сравниваются расходы и выгоды, связанные с производством необходимых товаров или услуг у себя с расходами и выгодами, связанные с наймом внешнего поставщика ресурсов.
В широком смысле данная задача — это решение вопроса об использовании собственных ресурсов или ресурсов общего пользования (транспортных средств, собственных складов, трудовых ресурсов и т. п.).

## Алгоритм решения
Анализ проблемы «производить или покупать» проводится на стратегическом и оперативном уровнях.
На оперативном уровне используется два метода:
- Количественный метод решения (оценка и сопоставление затрат) — сопоставляются затраты на организацию производства и затраты на закупку готового решения, при этом в расчет приниматься только те затраты, которые исчезнут при проведении производства/закупки. «Затраты на закупку» определяются[2]: ценой поставщика, оформление заказа на ресурсы, их транспортировку, страховку и упаковку, складирование, переработку, сортировку, расходы на прием и проверку, дополнительные затраты на закупку, любые последующие расходы, связанные с качеством или обслуживанием, заработную плату персонала, осуществляющего закупку, и т. п. «Затраты на производство» включают: стоимость сырья, энергии, затраты на рабочую силу, хранения ресурсов, дополнительные затраты на проведение инвентаризации, дополнительные заводские накладные расходы, дополнительные управленческие расходы, любые последующие расходы, вытекающие из качества и связанных с ним проблем, дополнительные затраты на закупку, дополнительные капитальные затраты. Сравнив «затраты на производство» с «затратами на закупку», принимается экономически обоснованное решение.
- Анализ добавленной стоимости — сопоставляется добавленная стоимость каждого бизнес-процесса (добавляющая стоимость для удовлетвоpения потpебностей конечного потpебителя; добавляющая стоимость для предприятия, но не с точки зpения конечного потpебителя; не добавляющая никакой стоимости с точки зpения конечного потpебителя и предприятия).

На основе метода определения порога рентабельности продукции можно определить при каких условиях будет эффективен тот или выбор, и при каком количестве собственного производства наступит его окупаемость.
В качестве критерия оптимальности решения задачи обычно принимается максимизация прибыли. Практические расчеты данной задачи осложняются тем, что у ряда факторов значения в заданном интервале времени могут с высокой степенью вероятности изменяться (падение спроса, разработка новых технологий и др.), в результате чего решение может оказаться неверным.
Задача в экономическом смысле является ответом на вопрос: Не превышают ли затраты на покупку товара у других производителей затрат на его производство на собственном предприятии? При прочих равных условиях эффективней ли производить этот товар на своём предприятии?
На стратегическом уровне включается анализ факторов будущего и текущей среды: государственное регулирование, конкурирующие фирмы и рыночные тенденции, производство товаров с имеющимися или усиливающимися основными компетенциями компании, конкурентное преимущество и другие.

## Факторы задачи
При решении задачи необходимо учитывать факторы «за» собственное производство и «против» собственного производства.
| №  | Группа переменных                                    | Факторы «производить» | Факторы «покупать» |
| -- | ---------------------------------------------------- | --- | --- |
| 1  | Потребность в продукте                               | стабильна и достаточно велика, | невелика, объём закупа разовый и нестабильный |
| 2  | Производственные мощности                            | имеются избыточные мощности | отсутствуют или ограничены в использовании |
| 3  | Заинтересованность поставщиков                       | отсутствует или несущественна, монополия на рынке поставок                                                                            | значительна, активная конкуренция на рынке поставок продукции                                                                                                   |
| 4  | Квалификация сотрудников                             | имеются компетентные собственные сотрудники, а у поставщика они отсутствуют или их опыт незначителен                                  | опыт собственных сотрудников ограничен, компетенции сотрудников поставщика не вызывают сомнения                                                                 |
| 5  | Технология производства продукта                     | позволяет произвести, а поставщик не обладает необходимой технологией                                                                 | ограничена или отсутствует, а поставщик обладает всем технологическим комплексом                                                                                |
| 6  | Стратегия концентрации на основном виде деятельности | продукт соответствует стратегии | продукт не соответствует стратегии |
| 7  | Стратегия дифференциации продукта                    | продукт соответствует стратегии | продукт не соответствует стратегии, на рынке имеется широкий спектр товаров-заменителей, гибкость перехода с одного продукта на другой                          |
| 8  | Устойчивость и надёжность снабжения                  | обеспечивается собственным производством, перебои поставок у поставщиков                                                              | обеспечивается стабильным предложением поставщиков, перебои в собственном производстве                                                                          |
| 9  | Улучшение качества обслуживания                      | достигается за счет собственного производства                                                                                         | достигается за счет предложения поставщика |
| 10 | Технологические секреты, патентные технологии        | сохранение секретности, защита ноу-хау от других                                                                                      | недоступность или быстрый переток технологий |
| 11 | Низкая себестоимость                                 | дешевле сделать это самим | достигается быстрой покупкой |
| 12 | Опыт производства продукта                           | имеется | нехватка административного или технического опыта для производства данного продукта                                                                             |
| 13 | Загрузка оборудования                                | отсутствие или снижение простоя оборудования и/или рабочих                                                                            | перегрузка оборудования и/или рабочих |
| 14 | Партнерские отношения                                | более тесный альянс с партнерами и/или клиентами                                                                                      | в случае производства — ненужная конкуренция с поставщиками, негативные отношения с другими поставщиками и/или клиентами                                        |
| 15 | Лояльность торговой марки                            | потребители заинтересованы в приобретении продукции под маркой производителя                                                          | потребители заинтересованы в приобретении продукции под маркой поставщиков                                                                                      |
| 16 | Стратегия дифференциации поставщиков                 | желание уйти от зависимости одного источника поставок или от ненадежных поставщиков                                                   | хеджирование рисков от перебоев собственного производства |
| 17 | Побочный продукт                                     | необходимость поддержания долгосрочной технологической и экономической жизнеспособности неосновной деятельности                       | риски того, что при производстве всё внимание будет уделено основному продукту                                                                                  |
| 18 | Конкурентоспособность                                | монополизация конкурентом рынка поставок (конкурент приобрел ключевого поставщика)                                                    | конкурентность рынка поставляемой продукции (конкурент закрывает производственные участки)                                                                      |
| 19 | Налоговые льготы                                     | определенный объем производства должен перерабатываться на территории данного региона                                                 | необходимость приобретения продукции национальных брендов |
| 20 | Социальная напряженность                             | создание дополнительных рабочих мест в зоне присутствия предприятия                                                                   | отказ от производства в неблагополучных районах |
| 21 | Антикризисная мера                                   | в период снижения деловой активности сохраняются трудовые кадры                                                                       | в случае спада снижается лишь объём закупаемой продукции |
| 22 | Защита окружающей среды                              | выпуск экологической продукции или побочного продукта с целью снижения доли загрязнения окружающей среды                              | отказ от вредного производства и приобретения продукции у поставщика                                                                                            |
| 23 | Инерция топ-менеджеров                               | сохраняется существующее положение (производили и будем производить)                                                                  | сохраняется существующее положение (покупали и будем покупать)                                                                                                  |
| 24 | Имиджевый проект                                     | сплочение коллектива перед лицом глобального проекта, преференции от государственных структур                                         | заключение контракта с брендами мирового уровня, опыт работы с международными стандартами                                                                       |
| 25 | Капиталовложения                                     | инвестиционные вложения позволят в будущем получать доход                                                                             | высокий уровень неопределенности будущих фактических инвестиционных расходов, связанных с решением о производстве                                               |
| 26 | Маржинальных доход                                   | концентрация компании на производственной деятельности, которая приносит основную добавочную стоимость                                | концентрация компании на торговой деятельности (на сборке/установке), которая приносит основную добавочную стоимость                                            |
| 27 | Снижение накладных расходов на единицу продукции     | использование избыточной мощности завода позволяет поглощать фиксированные накладные расходы                                          | процесс приобретения обычно требует меньше накладных расходов, сокращаются коммерческие расходы на единицу закупаемой продукции                                 |
| 28 | Контроль качества продукции                          | необходимость осуществления прямого контроля за производством и/или качеством получаемого продукта                                    | поставщики, специализирующиеся на производстве данной продукции, обладают значительным опытом производства, обладают стандартами качества выпускаемой продукции |
| 29 | Малый объём или временный всплеск потребности        | потеря времени от проведения экспертиз поставщиков, тендерных процедур и заключения контрактов значительны, — проще произвести у себя | инвестиции в приобретении оборудования и затраты на организацию производства значительны, — проще купить                                                        |
| 30 | Дополнительный объём продукта                        | дозагрузит управленческие и инженерно-технические службы, что в целом увеличит эффективность производственного сектора                | перегрузит управленческие и инженерно-технические службы, что создаст помехи для осуществления других проектов                                                  |
| 31 | Хеджирование рисков                                  | требуется жесткий контроль сроков выполнения заказа, транспортных и складских расходов                                                | значительный объём инвестиций способствует вымыванию оборотных средств у предприятия                                                                            |
| 32 | Продвижение продукции                                | использование самостоятельных каналов сбыта совместно с продвижением основного продукта                                               | исследование рынка поставщиками и их специализированные ноу-хау по продвижению продукции превосходят опыт покупателя                                            |

## Модели решений
В научной литературе выделяются следующие модели аутсорсинга, анализирующее задачу «производить или покупать» на стратегическом уровне:
Модель Берта—Доблера—Старлинга — модель аутсорсинга, в которой компания передаёт на аутсорсинг все продукты, которые не соответствуют одной из следующих трех категорий: товар имеет решающее значение для успеха продукта, включая восприятие потребителем важных атрибутов продукта; изделие требует специальных конструкторских и производственных навыков или оборудования, а число способных и надежных поставщиков крайне ограничено; и изделие хорошо вписывается в основные компетенции фирмы или в рамках тех, которые фирма должна развивать для выполнения будущих планов. Продукты, которые подпадают под одну из этих трех категорий, считаются стратегическими по своей природе и должны производиться внутри компании, если это вообще возможно.
Модель Гардинера—Блэкстоуна — модель аутсорсинга, в которой представлен метод contribution-per-constraint-minute (CPCM), в результате которого решение «производить или покупать» принимается на основе теории ограничений. Модель также позволяет определить максимально допустимую цену компонента (MPCP), которую покупатель должен платить при аутсорсинге.
Матрица McKinsey/GeneralElectric — модель аутсорсинга, построенная на базе матрицы из двух факторов: «сила бизнеса» (относительный размер, рост, доля рынка, позиция, сравнительная рентабельность, чистый доход, технологическое состояние, имидж предприятия, руководство и люди) и «привлекательность отрасли» (абсолютный размер, рост рынка, широта рынка, ценообразование, структура конкуренции, отраслевая норма прибыли, социальная роль, влияние на окружающую среду и юридические ограничения). В системе координат «сила бизнеса — привлекательность отрасли» выделяются 9 квадрантов, из которых 3 квадранта верхней левой части являются многообещающими и доходными, где необходимо развивать данный продукт (инсорсинг), 3 средних квадранта менее привлекательны и требуют осторожных инвестиций, и в 3 квадрантах в нижнем правом углу является их продажа или уход с данного рынка продукта (аутсорсинг).
Модель Моисеевой—Малютиной—Москвиной — модель аутсорсинга, построенная на базе матрицы из двух факторов: «стратегическая важность» (определяется количеством ключевых факторов успеха, на которые влияет бизнес-процесс) и «уровень компетентности» (из 4 вариантов решений: А — высокий уровень, B — средний уровень, С — низкий уровень, D — неудовлетворительный уровень). Каждый бизнес-процесс оценивается по ранжируемому списку: процесс не входит в сферу ключевых компетенций компании, требования к качеству выполнения не так высоки, высокий уровень стандартизации, малая взаимозависимость функций, наличие совместимости IT-системы, имеется возможность улучшить положение на рынке за счет передачи
бизнес-процесса в аутсорсинг. После суммирования баллов, бизнес-процессы анализируются по 4 видам основных критериям (качества исполнения, стоимостного характера, времени и права исполнения), а затем принимается решение о целесообразности перевода бизнес-процесса на аутсорсинг.
Модель Аникина—Рудой — модель аутсорсинга, на базе которой строится матрица из двух факторов: «уровень стратегической важности компетенций — качество компетенций». Бизнес-процессы из I квадрата (обладающие слабыми компетенциями), из II квадрата (обладающие конкурентными преимуществами, но не представляющие большого значения для основной деятельности), из IV квадрата (имеющие неполные компетенции) должны быть переданы на сторону (на аутсорсинг). Бизнес-процессы из III квадрата (позволяющие получить уникальные преимущества перед конкурентами) должны развиваться на предприятии (оставлены на инсорсинг).
Модель Моисеевой — модель аутсорсинга, построенной на базе матрицы Boston Consulting Group из двух факторов: «соответствие стратегической цели бизнеса» и
«эффективность бизнес-процесса по рентабельности активов». Бизнес-процессы из I сегмента с низкой эффективностью и с низкой степенью соответствия стратегии должны быть отданы на аутсорсинг; из II сегмента с высокой эффективностью, но с низкой степенью соответствия стратегии выделение должны быть переданы в обособленное предприятие; из III сегмента с низкой эффективностью, но с высокой степенью соответствия стратегии, должны быть обсуждены; из IV сегмента с высокой эффективностью и с высокой степенью соответствия стратегии должны быть оставлены как есть.
Модель Фирсова — модель аутсорсинга, построенная на базе матрицы Pricewaterhousecoopers из двух факторов: «конкурентность операции» и ее «стратегическая значимость». I сегмент (бизнес-процессы конкурентны и стратегически важны) ― оставить все как есть (инсорсинг), II сегмент (бизнес-процессы неконкуретны, но стратегически важны) — требуется реорганизация бизнес-процессов, III сегмент (бизнес-процессы конкурентны, но стратегически неважны) — требуется дальнейший анализ бизнес-процессов и IV сегмент (бизнес-процессы неконкурентны и стратегически неважны) — требуется передача бизнес-процессов на аутсорсинг.
Модель Митрофановой — модель аутсорсинга, построенная на базе матрицы IBS из двух факторов: «соотношение стоимости выполнения процесса внутри организации к стоимости аналогичной услуги на рынке» и «качественные характеристики процесса в сравнении с рынком». В координатном пространстве выделяются 9 сегментов, где в 4,7,8 сегментах бизнес-процессы с низким качеством и высокой стоимостью должны быть переданы на аутсорсинг; в 1,5,9 сегментах бизнес-процессы со средним качеством и средним стоимостью должны развиваться в самой организации; в 2,6 сегментах бизнес-процессы с высоким качеством и средней стоимостью должны развиваться или переданы на аутсорсинг (зависит от политики организации в отношении процесса); в 3 сегменте бизнес-процессы с высоким качеством и с низкой стоимостью должны быть выделены в отдельный бизнес.
Модель Хлебникова — модель аутсорсинга, построенная на базе матрицы Boston Consulting Group из двух факторов: «стратегическая важность» и «соответствие процесса рыночным показателям», которые 9 сегментов: I — создавай и вступай в альянс; II — развивай и защищай; III — защищай и выделяй; IV — вступай в альянс; V — делай сам и развивай; VI — делай сам и продавай; VII—VIII ликвидируй и покупай на рынке; IX — выделяй и продавай.
Модель Курьяновича — модель аутсорсинга, построенная на базе матрицы из двух факторов: «стратегическая важность» и «уровень исполнения бизнес-процесса». Координатное пространство из 9 сегментов. Решение аналогично модели Д. Хлебникова.
Модель Курбанова — модель аутсорсинга, построенная на базе матрицы из двух факторов: «индекс целесообразности аутсорсинга/инсорсинга» (интегральный показатель, включающий стоимостные и качественные критерии процесса) и «уровень эффективности системы». Сегмент I (с низким уровнем эффективности и низким индексом целесообразности) означает принятие решения об аутсорсинге, сегмент III (с высоким уровнем эффективности и высоким индексом целесообразности) — принятие решения об инсорсинге, сегменты II, IV (с высоким уровнем эффективности и низким индексом целесообразности и наоборот) — необходимость более детального анализа.

## Риски
Высокая степень вертикальной интеграции снижает зависимость предприятия от колебаний рыночной конъюнктуры, но может привести к росту себестоимости продукции и снижению ее качества. Закупка большей части комплектующих изделий на стороне означает переход к отверточной технологии (screw technology), и увеличивает зависимость от колебаний конъюнктуры, что приводит к потере имиджа.